# Paolo Panelli
Paolo Panelli, né le 15 juillet 1925 à Rome et mort le 18 mai 1997 dans cette même ville est un acteur italien.

## Filmographie partielle
- 1949 : Le Pain des pauvres (Vertigine d'amore) de Luigi Capuano
- 1950 : Contre la loi (Contro la legge) de Flavio Calzavara
- 1953 : La Maison du silence (La voce del silenzio) de Georg Wilhelm Pabst
- 1954 : Ridere! Ridere! Ridere! d'Edoardo Anton
- 1958 : Le dritte de Mario Amendola
- 1963 : Le Jour le plus court de Sergio Corbucci
- 1964 : Les Martiens ont douze mains (I marziani hanno dodici mani) de Castellano et Pipolo
- 1965 : Meurtre à l'italienne de Gianni Puccini
- 1966 : Moi, moi, moi et les autres d'Alessandro Blasetti
- 1966 : Rita la zanzara de Lina Wertmüller
- 1966 : Amore all'italiana de Steno
- 1968 : Zum zum zum de Bruno et Sergio Corbucci
- 1982 : Il conte Tacchia  de Sergio Corbucci
- 1986 : Grandi magazzini de Franco Castellano et Giuseppe Moccia
- 1989 : Splendor d'Ettore Scola
- 1991 : Dans la soirée de Francesca Archibugi
- 1992 : Une famille formidable (Parenti serpenti) de Mario Monicelli

## Théâtre
- 1946 : La Famille de l'antiquaire de Carlo Goldoni
- 1947 : E lui dice... de Benecoste
- 1947 : La fiera delle maschere, de Vito Pandolfi (it)
- 1948 : Cristo ha ucciso de Gian Paolo Callegari
- 1948 : Col naso lungo e le gambe corte de Garinei et Giovannini
- 1949 : Dom Juan ou le Festin de Pierre de Molière
- 1950 : La leggenda di Liliom di Ferenc Molnár
- 1950 : La Nuit des rois de William Shakespeare
- 1952 : Amicizia, Requie a l'anema soja... et La voce del padrone d'Eduardo De Filippo
- 1952 : Le Bourgeois gentilhomme de Molière
- 1953 : Controcorrente de Vittorio Metz et Marcello Marchesi
- 1954 : Senza rete d'Alberto Bonucci et Paolo Panelli
- 1956 : Buonanotte Bettina de Garinei e Giovannini
- 1957 : L'adorabile Giulio de Garinei et Giovannini
- 1958 : Un trapezio per Lisistrata de Garinei et Giovannini
- 1961 : Rinaldo in campo de Garinei et Giovannini
- 1966 : L'alba, il giorno e la notte de Dario Niccodemi
- 1967 : Le Café de Carlo Goldoni
- 1973 : Niente sesso siamo inglesi de A. Marriot
- 1974 : Aggiungi un posto a tavola de Garinei et Giovannini et Iaia Fiastri
- 1980 : Accendiamo la lampada de Garinei et Giovannini